# Kerstin Holm (journalist)

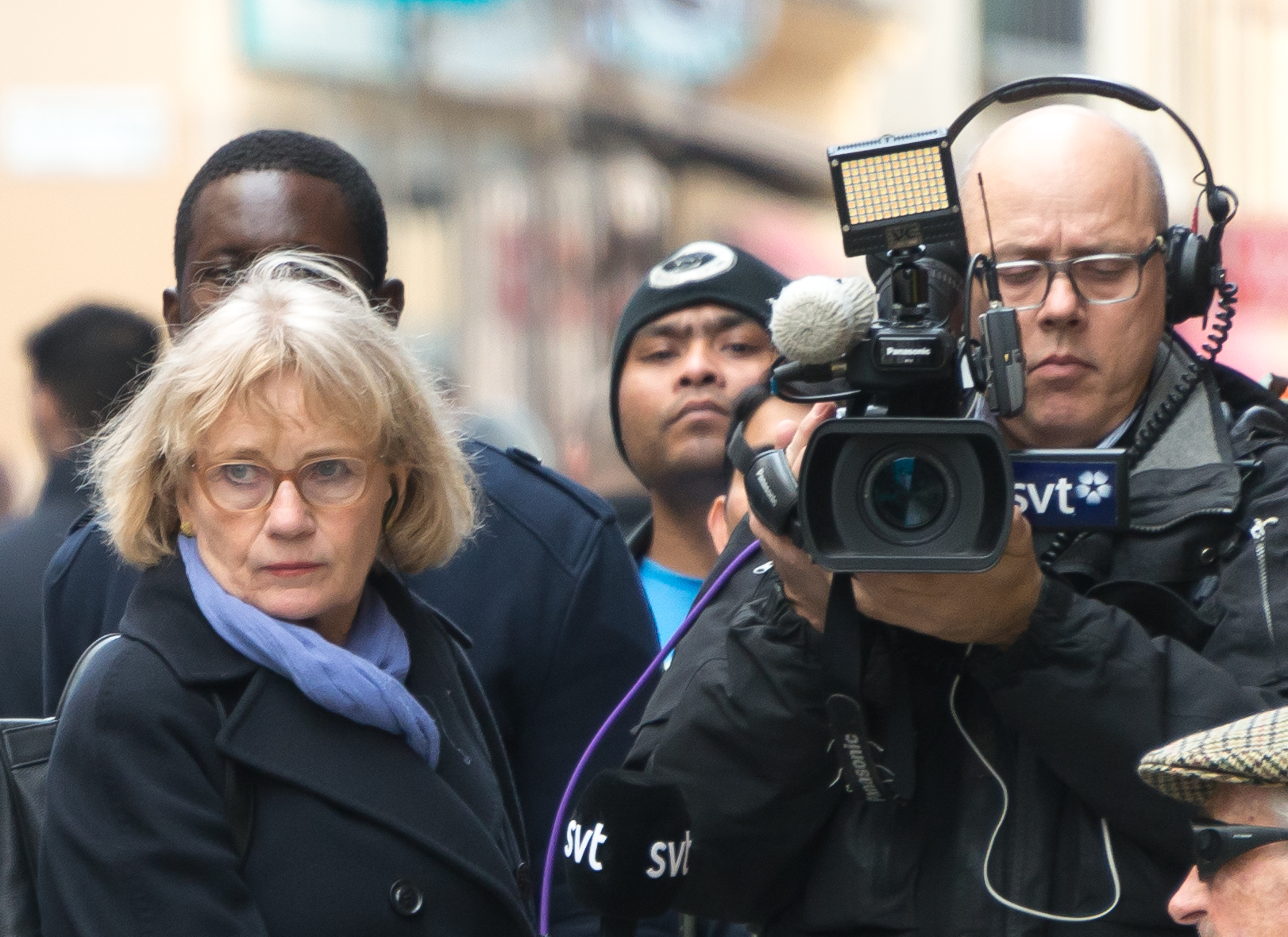
Kerstin Holm med fotograf efter terrordådet på Drottninggatan i Stockholm den 7 april 2017.

Kerstin Margareta Holm Åsgård, ogift Holm, född 25 juni 1951 i Olaus Petri församling i Örebro, är en svensk tv-journalist.

## Studier
Holm var bland de första att ta examen för GIH-Örebro i Almby 1972. Hon arbetade därefter som gymnastiklärare under 1970-talet.
I början av 1980-talet studerade hon till journalist på Journalisthögskolan i Göteborg.

## Arbetsliv
Under sommaren 1981 vikarierade hon på tidningen Bohusläningen och senare praktiserade hon på Rapport.
Hon anställdes först av SVT Falun där hon arbetade med program som Trafikmagasinet och Kafé Lugnet. Hon arbetade också på SVT Växjö innan hon 1984 kom till Aktuellt.
Då Holm var placerad på nyhetsredaktioner i Stockholm syntes hon ofta i SVT:s bevakning av stora händelser som Palmemordet, Lindhmordet och politiska händelser.
Holm pensionerades från den fasta tjänsten på SVT i september 2018. I samband med det kommenterade hon hur hon ansåg att journalistiken hade förändrats sedan hon började sin anställning 1981: "I dag ska allt publiceras snabbt vilket leder till att det kan bli fel ibland. Och så är det så mycket direktrapportering, där man bara håller på och väntar på att något ska hända." Hon sade att det viktigaste för att förmedla en nyhet på ett bra sätt är att göra den begriplig. "Det ska vara rakt och sant. Man ska inte krångla till det så mycket. Och så ska det vara balanserat, alla ska få komma till tals."

## Priser
År 2010 fick Holm priset Guldkrattan av tidningen Resumé.

## Privatliv
Kerstin Holm är sedan 1988 gift med journalisten och programledaren Lasse Åsgård (född 1951). De fick en son 1988 och en dotter 1989.